# 四碘丙烷
四碘丙烷，化学式C
3H
4I
4，摩尔质量：547.68 g/mol，共8种，不考虑立体异构为6种，可以指：
- 1,1,1,2-四碘丙烷，PubChem CID：141473624，(R)-异构体： ，(S)-异构体：
- 1,1,1,3-四碘丙烷，PubChem CID：58129981
- 1,1,2,2-四碘丙烷，PubChem CID：87988699
- 1,1,2,3-四碘丙烷，PubChem CID：117796566，(R)-异构体： ，(S)-异构体，PubChem CID：17794284
- 1,1,3,3-四碘丙烷，PubChem CID：13308687
- 1,2,2,3-四碘丙烷，PubChem CID：101659027